# Руфьяк-Толозан
Руфья́к-Толоза́н (фр. Rouffiac-Tolosan, окс. Rofiac Tolosan) — коммуна во Франции, находится в регионе Юг — Пиренеи. Департамент — Верхняя Гаронна. Входит в состав кантона Тулуза-15. Округ коммуны — Тулуза.
Код INSEE коммуны — 31462.

## География
Коммуна расположена приблизительно в 580 км к югу от Парижа, в 10 км к северо-востоку от Тулузы.

## Климат
Климат умеренно-океанический. Зима мягкая и снежная, весна характеризуется сильными дождями и грозами, лето сухое и жаркое, осень солнечная. Преобладают сильные юго-восточные и северо-западные ветры.

## Население
Население коммуны на 2010 год составляло 1732 человека.
| 1962 | 1968 | 1975 | 1982 | 1990 | 1999 | 2010 |
| ---- | ---- | ---- | ---- | ---- | ---- | ---- |
| 396  | 491  | 626  | 750  | 961  | 1405 | 1732 |

## Администрация
| Период | Период | Фамилия          | Партия        | Примечания |
| ------ | ------ | ---------------- | ------------- | ---------- |
| 2001   | 2014   | Пьер Муане       |               |            |
| 2014   | 2020   | Жан-Жерве Сурзак | Разные правые |            |

## Экономика
В 2010 году среди 1131 человека трудоспособного возраста (15—64 лет) 801 были экономически активными, 330 — неактивными (показатель активности — 70,8 %, в 1999 году было 70,9 %). Из 801 активных жителей работали 751 человек (408 мужчин и 343 женщины), безработных было 50 (29 мужчин и 21 женщина). Среди 330 неактивных 154 человека были учениками или студентами, 90 — пенсионерами, 86 были неактивными по другим причинам.

## Достопримечательности
- Церковь Св. Лаврентия (XIX век)

## Фотогалерея
- Руфьяк-Толозан
- Мэрия
- Карта коммуны